# Ramona Wenzel
Ramona Wenzel (geboren am 25. Januar 1963 in Stralsund) ist eine ehemalige deutsche Wasserspringerin.
Sie nahm, für die Mannschaft der Deutschen Demokratischen Republik (DDR) startend, an den Spielen der XXII. Olympiade im Jahr 1980 in Moskau teil. Dort wurde sie im Turmspringen Vierte der Springerinnen vom 10-m-Turm. Bei den Schwimmweltmeisterschaften 1982 in Guayaquil erreichte sie den 2. Platz. Die Schwimmeuropameisterschaften 1983 in Rom beendete sie auf Platz 3 und die Schwimmeuropameisterschaften 1985 in Sofia auf Platz 2.
Ramona Wenzel trainierte beim SC Empor Rostock.